# Ямпилов, Баудоржи Базарович
Баудоржи́ База́рович «Ба́у» Ямпи́лов (бур. Базарай Баудоржо Ямпилов; 15 сентября 1916, улус Булак, Верхнеудинский уезд, Забайкальская область, Российская империя — 11 мая 1989, Улан-Удэ, Бурятская АССР, РСФСР, СССР) — советский бурятский композитор, дирижёр, педагог, музыкально-общественный деятель. Герой Социалистического Труда (1986). Народный артист СССР (1983).

## Биография
Родился 2 (15) сентября 1916 года в улусе Булак (ныне — Кижингинский район Республики Бурятия) в семье скотовода.
В 1929 году окончил семилетнюю школу.
В 1932 году поступил в Бурят-Монгольский техникум искусств (ныне Колледж искусств им. П. И. Чайковского) в Улан-Удэ. Учился играть на скрипке, обрабатывал народные песни. После окончания техникума работал редактором радио, играл в симфоническом оркестре.
В 1937 году поступил в Свердловскую консерваторию, был учеником известного композитора и педагога М. Фролова (в 1941 году). Будучи студентом, на Первой декаде бурят-монгольского искусства в Москве дебютировал в качестве дирижёра и композитора. Государственный симфонический оркестр СССР под управлением автора исполнил его Симфоническую сюиту.
В годы войны окончил военно-инженерное училище, служил в сапёрном батальоне, командовал ротой на Ленинградском фронте, был отмечен боевыми наградами.
В 1943 году, возвратившись в родные края, возглавил Бурятскую республиканскую филармонию, где до 1956 года годы работал художественным руководителем филармонии.
Вёл класс сначала в педагогическом училище, с 1956 года — в музыкальном училище им. П. И. Чайковского.
Составил сборник бурятских народных песен.
Член Союза композиторов СССР. С 1968 года — секретарь Союза композиторов РСФСР. Один из создателей Союза композиторов Бурятской АССР. В 1956—1962 годах — ответственный секретарь, в 1962—1979 и с 1983 года — председатель правления Союза композиторов Бурятской АССР (1962—1979).
Депутат Верховного Совета Бурятской АССР VII—IX-го созывов. Председатель Верховного Совета Бурятской АССР VIII—IX-го созывов. Неоднократно избирался в горсовет Улан-Удэ.
Умер 11 мая 1989 года в Улан-Удэ. Похоронен на Центральном городском кладбище (посёлок Стеклозавод).

## Награды и звания
- Герой Социалистического Труда (1986)
- Заслуженный деятель искусств Бурят-Монгольской АССР (1956)[3]
- Заслуженный деятель искусств РСФСР (1959)
- Народный артист РСФСР (1975)[4]
- Народный артист СССР (1983)
- Государственная премия РСФСР имени М. И. Глинки (1972) — за новую редакцию балетного спектакля «Красавица Ангара» Л. К. Книппера и Б. Б. Ямпилова, поставленного на сцене Бурятского ГАТОБ
- Государственная премия Бурятской АССР (1970)
- Два ордена Ленина (1971, 1986)
- Орден Отечественной войны II степени (1985)
- Орден Дружбы народов (1976)
- Орден «Знак Почёта» (31.10.1940) — за выдающиеся заслуги в деле развития Бурят-Монгольского театрального и музыкального искусства
- Медаль «Дружба» (Монголия) (1987)
- Медали.

## Творчество
- оперы — «У истока родника» (1958), «Будамшуу» (1964), «Прозрение» (1967), «Чудесный клад» (детская, 1970), «Цыремпил Ранжуров» (1974), «Грозные годы» (1977), «Сильнее смерти» (1983)
- балеты — «Красавица Ангара» (совм. с Л. К. Книппером, 1959, Улан-Удэ; 2-я ред. 1972, там же), «Патетическая баллада» (1967), «Чингисхан» (1989)
- оперетты — «Проделки дяди Моргона» (1957), «Счастье» (1957)
- оратории — «Гудящие сосны» (на сл. Н. Дамдинова, 1965), «Портрет Ильича» (на сл. Д. Жалсараева, 1980)
- кантаты — «О Родине» (1946), «О партии» (1948), «Ленин-батор» (Ленин-богатырь, 1970)
- сочинения для оркестра — симфонические сюиты «Цветущий край» (1953), Симфонические танцы (1959), симфонические поэмы: «Эпическая» (1955), «Первопроходцы» (1978), «60 героических лет» (1981), увертюры «Праздничные мелодии» (1973), «Праздничная» (1979)
- поэма для скрипки и фортепиано (1954)
- поэма «Легенда о Баторе»
- музыкальная драма «Баир»
- музыка — к комедии «В лесу пятый гвоздь», к пьесам «Кнут тайши», «Снайпер», «Пламя великого костра», «Жаргал», к поэме «Песни мудрости», к драмам «В зареве революции», «Песня весны», к драме-легенде «Бабжа-Барас батор»
- вокально-симфонические и хоровые произведения — «Бурят-Монголия», хоровая сюита в 5 частях, «Здравствуй, Москва», «Богата наша Бурятия», «Революционная кантата», «У обелиска»
- произведения для оркестра бурятских народных инструментов (всего 23 сочинения): элегия, ёхор № 1, ёхор № 2, девичья песня, «Байкал», «В улусе», «Любовь в степи»
- камерно-иструментальные произведения
- сочинения для фортепиано
- романсы, песни (более 300).

### Композиторская фильмография
- 1959 — Золотой дом
- 1966 — Белая лошадь (короткометражный)
- 1979 — Красавица Ангара (фильм-спектакль)

## Память
- Именем композитора названа улица в Улан-Удэ и в селе Кижинга Кижингинского района. На доме, где он проживал, установлена мемориальная доска.
- Правительство Республики Бурятия специальным постановлением присвоило его имя Республиканской специализированной детской школе искусств.